# یووانوواتس (مروشینا)
یووانوواتس (به صربی: Jovanovac) یک منطقهٔ مسکونی در صربستان است که در مروشینا واقع شده‌است.